# Jenna Boyd
Jenna Boyd, född 4 mars 1993 i Texas, är en amerikansk barnskådespelare. Boyd har bland annat medverkat i TV-serierna The Missing och Criminal Minds samt i filmerna Last Ounce of Courage och Systrar i jeans.